# Nickelodeon (Canada)
Pour les articles homonymes, voir Nickelodeon.
Nickelodeon, souvent abrégé en Nick, est une chaîne de télévision canadienne spécialisée de catégorie B appartenant à Corus Entertainment destinée aux jeunes de 7 à 17 ans, sauf en avant-midi qui s'adresse aux enfants de 2 à 6 ans. C'est une déclinaison de la chaîne américaine utilisée sous licence de Paramount Networks Americas.
Le 10 juillet 2025, Corus annonce la fermeture de la chaîne pour le 1er septembre.

## Histoire
Le 3 septembre 2001, Corus Entertainment a lancé la chaîne Discovery Kids sous licence de Discovery Communications. Son compétiteur, CTVglobemedia, a signé une entente d'exclusivité avec Discovery en 2008, additionné au fait que Discovery allait fermer la version américaine, Corus a donc dû se départir de cette chaîne.
Corus a obtenu une licence auprès du CRTC le 18 septembre 2008 pour le service YTV OneWorld). Ils ont donc utilisé cette licence afin de lancer Nickelodeon Canada, en association avec Viacom (propriétaire de MTV Networks), effectif le 2 novembre 2009, mettant fin à la chaîne Discovery Kids et à sa licence.
Sa version haute définition a été lancée en avril 2013.
À l'automne 2015, Corus lance l'application NickGo, dont l'accès requiert l'authentification via un câblodistributeur participant.
En juin 2019, Corus lance StackTV (en) sur Amazon Prime Video Channels, regroupant leur douze chaînes principales. Le service Nick+ (en) est lancé séparément. À l'automne 2022, le propriétaire américain transfert le contenu de Nickelodeon dans son service Paramount+. Les applications NickGo et Nick+ sont supprimés et remplacés par Teletoon+, qui contient le catalogue de Warner Bros. et Cartoon Network.
Le 10 juillet 2025, Corus Entertainment a annoncé qu'en raison de la pression financière existante au sein de l'entreprise, elle fermerait La Chaîne Disney, Nickelodeon, Disney XD, Disney Jr. et ABC Spark à minuit le 1er septembre 2025. Malgré la fermeture, Corus a confirmé qu'elle continuerait à diffuser le contenu de Nickelodeon et Disney sur ses autres réseaux.

## Programmation
La version canadienne de Nickelodeon inclut la majorité des séries et animations de la chaîne américaine, les séries de Nick Jr. ainsi que quelques séries canadiennes (produites pour YTV) afin de remplir ses conditions de licence.
En général, les nouveautés américaines de Nickelodeon sont diffusées sur la chaîne YTV, réalisant de meilleures audiences et revenus publicitaires.